# Тамаки-Ривер
Тамаки-Ривер (англ. Tamaki River) — гавань залива Хаураки в городе Окленд в Новой Зеландии. Она простирается на юг на 15 км (9 миль) от ее устья, находящегося между пригородом Сент-Хелье и длинным тонким полуостровом Баклендс Бич. Ручей Отахуху является восточным берегом самой узкой точки на оклендском перешейке: здесь он находится примерно в 1,25 км (0,75 мили) к водам гавани Манкау Тасманова моря.

### История названия
Изначально гавань называлась «те-вая о Тайке», «воды Тайки». Название Тайки — сокращенная форма Тайкеху, имя предка Нгай Тай.

## История
В 1865 году был построен стальной разводной мост, который позволил улучшить связь между Оклендом и Ховиком. Камни и сталь, необходимые для строительства, были импортированы из Австралии.
В 1890-х годах гавань использовалась в качестве безопасной стоянки для судов, перевозящих взрывчатые вещества. Однажды один такой корабль, стоящий на якоре в устье Лимана, загорелся и взорвался. После этого место стоянки было перемещено в более открытую область к востоку от острова Браунс (Motukorea), где оно все ещё и находится.
В 1925 году в заливе Карака леопард длиной 1,9 м (6 футов 2 дюйма), сбежавший из Оклендского зоопарка тремя неделями ранее, был обнаружен мертвым рыбаками в Тамаки-Ривер.

### Транспорт
Из-за своей протяженности и своего положения между городами Окленд и Манукау гавань является естественным барьером для движения судов, несмотря на то, что её пересекают три моста.
У Тамаки-Ривер также есть пристань для яхт и паромов в заливе Хаф-Мун, откуда отправляются пригородные паромы до центрального делового района Окленда и паромы для автомобилей и пассажиров до острова Вайхеке. Многие яхты также пришвартованы в относительно хорошо защищённых местах. Русло реки отмечено большими зелёными буями. Глубоководные осадочные суда должны оставаться вблизи буёв, средняя глубина 20 м (66 футов). Ограничение скорости в водах реки составляет 10 км/ч.